# Liste von Fußballpokalwettbewerben in Palästina
Die Liste von Fußballpokalwettbewerben in Palästina beinhaltet Fußballpokalwettbewerbe in Palästina.

## Palestine Cup
| Jahr    | Sieger                         | Gesamtergebnis | Finalist                             | Hinspiel | Rückspiel |
| ------- | ------------------------------ | -------------- | ------------------------------------ | -------- | --------- |
| 2014/15 | Ahli al-Khalil (West Bank)     | 2:1            | al-Ittihad Shuja’iyya (Gazastreifen) | 0:0      | 2:1       |
| 2015/16 | Ahli al-Khalil (West Bank)     | 2:1            | Shabab Khanyunis SC (Gazastreifen)   | 1:0      | 1:1       |
| 2016/17 | Shabab Rafah (Gazastreifen)    | 2:0            | Ahli al-Khalil (West Bank)           | 2:0      | 0:0       |
| 2017/18 | Hilal al-Quds Club (West Bank) | 7:4            | Shabab Khanyunis SC (Gazastreifen)   | 2:3      | 5:1       |
| 2018/19 | Khadamat Rafah (Gazastreifen)  |                | Markaz Balata (West Bank)            | 1:1      | 1         |

1 Keine Austragung

## Palestine FA Cup
| Jahr | Sieger         | Ergebnis | Finalist |
| ---- | -------------- | -------- | -------- |
| 1997 | Khadamat Rafah | 3:2      | Al-Bireh |

## Palestine Super Cup
| Jahr | Sieger              | Ergebnis | Finalist           |
| ---- | ------------------- | -------- | ------------------ |
| 2000 | Shabab Khanyunis SC | 4:1      | Taraji Wadi Al-Nes |

## Ghazi Shield
| Jahr | Sieger               | Ergebnis | Finalist         |
| ---- | -------------------- | -------- | ---------------- |
| 1937 | Islamic SC (Haifa)   |          |                  |
| 1938 | al-Rawda (Jerusalem) | 3:1      | al-Qawmi (Jaffa) |